# La Tuilière
Pour les articles homonymes, voir Tuilière.
 (février 2022).
 (décembre 2022).
La Tuilière est une commune française située dans le département de la Loire, en région Auvergne-Rhône-Alpes.

## Géographie

### Climat
Pour des articles plus généraux, voir Climat d'Auvergne-Rhône-Alpes et Climat de la Loire.
En 2010, le climat de la commune est de type climat des marges montargnardes, selon une étude du Centre national de la recherche scientifique s'appuyant sur une série de données couvrant la période 1971-2000. En 2020, Météo-France publie une typologie des climats de la France métropolitaine dans laquelle la commune est exposée à un climat de montagne ou de marges de montagne et est dans la région climatique  Nord-est du Massif Central, caractérisée par une pluviométrie annuelle de 800 à 1 200 mm, bien répartie dans l’année.
Pour la période 1971-2000, la température annuelle moyenne est de 9,6 °C, avec une amplitude thermique annuelle de 15,7 °C. Le cumul annuel moyen de précipitations est de 1 121 mm, avec 11,9 jours de précipitations en janvier et 7,9 jours en juillet. Pour la période 1991-2020, la température moyenne annuelle observée sur la station météorologique de Météo-France la plus proche, « Saint-Just-en-Chevalet », sur la commune de Saint-Just-en-Chevalet à 5 km à vol d'oiseau, est de 9,8 °C et le cumul annuel moyen de précipitations est de 884,6 mm,. Pour l'avenir, les paramètres climatiques de la commune estimés pour 2050 selon différents scénarios d'émission de gaz à effet de serre sont consultables sur un site dédié publié par Météo-France en novembre 2022.

## Urbanisme

### Typologie
Au 1er janvier 2024, La Tuilière est catégorisée commune rurale à habitat très dispersé, selon la nouvelle grille communale de densité à sept niveaux définie par l'Insee en 2022.
Elle est située hors unité urbaine et hors attraction des villes,.

### Voies de communication et transports

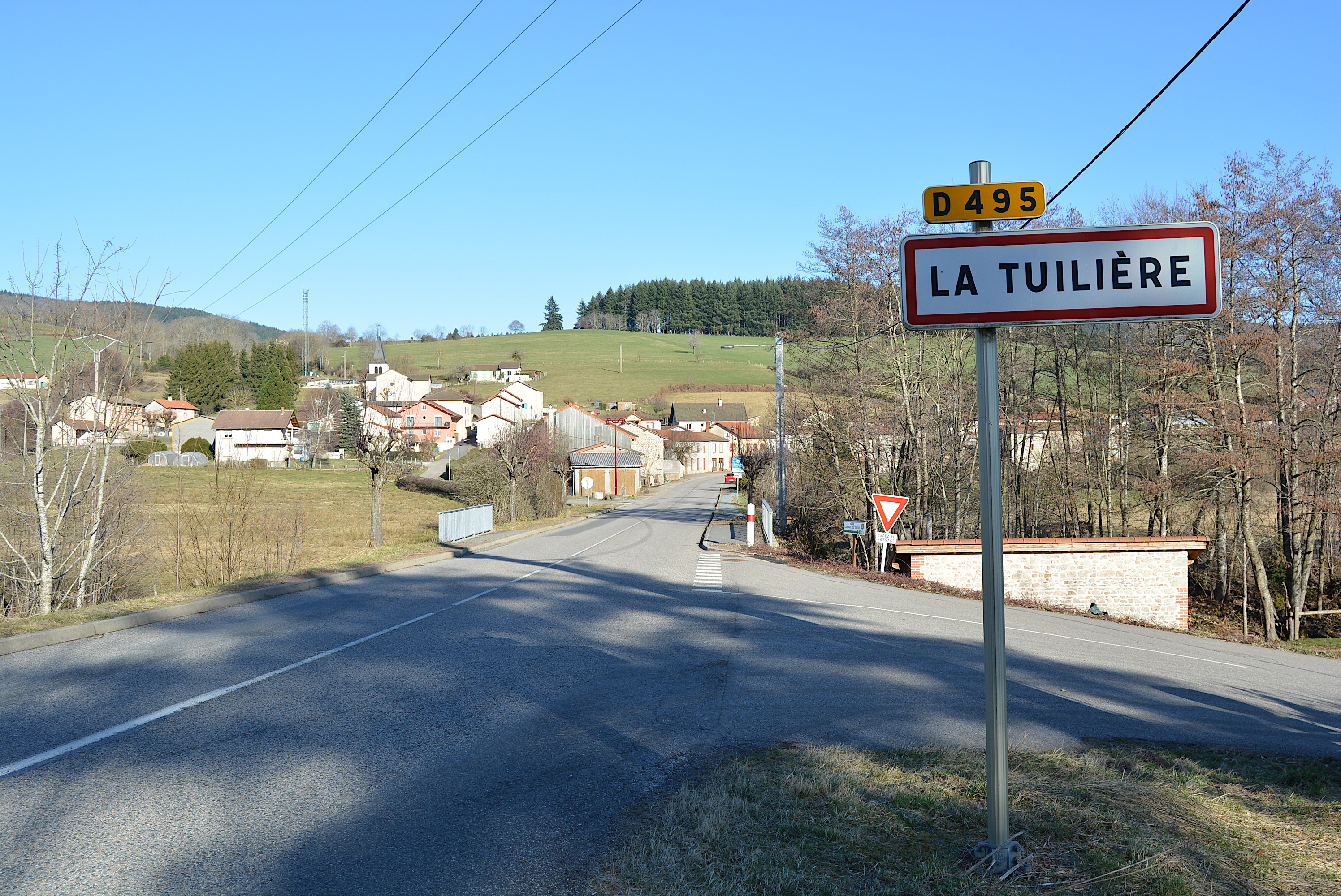
Entrée par la D 495 en direction de Saint-Just-en-Chevalet.

Le territoire communal est traversé par la route départementale 495, reliant Cusset et Ferrières-sur-Sichon au nord-ouest et Saint-Just-en-Chevalet au sud-est.

## Histoire
L'histoire de La Tuilière, village dans la partie nord de La Loire, est liée à l'histoire nationale. Sa naissance s'explique par le passage de ses habitants du statut de sujets obéissants à la loi à celui de citoyens faisant la loi. Si la première mention de La Tuilière date de 1823 alors que les communes voisines remontent pour la plupart après l'an mil, la Tuilière a existé avant La Tuilière dans le sens où les premiers hameaux mentionnés remontent au XIIIe siècle. Le Bourg quant à lui est chronologiquement plus récent puisqu'il naît et s'affirme vers la fin de l'Ancien régime, soit dans les dernières années du XVIIIe siècle jusqu'en 1926, date à laquelle La Tuilière devient indépendante de son ancienne commune de Saint-Just-en-Chevalet.

### La Tuilière avant La Tuilière
La Tuilière a existé avant La Tuilière car sur la carte de l'État-major réalisée à partir de 1820 et consultable en ligne sur le site Géoportail, il y a certains hameaux, du tracé des routes actuelles dans le Bourg mais on note l'absence totale d'habitations dans ce dernier.

#### Histoire administrative de La Tuilière jusqu'à la Révolution française

##### Des traces humaines anciennes à proximité
Pour pouvoir mieux comprendre l'histoire de La Tuilière, il faut d'abord s'intéresser au cadre administratif général dans lequel la commune s'est construite. La présence humaine dans le Pays d'Urfé est très ancienne. La pierre des Fées à Saint-Priest-la-Prugne atteste d'une présence dès le Néolithique, soit entre 6 000 et 2 200 avant Jésus-Christ.

##### Un territoire abandonné durant l'Antiquité?
Au temps des Gaulois, La Tuilière faisait partie du peuple des Ségusiaves mais ces derniers préféraient tout comme les Romains lors de l'annexion de ce territoire en 58 av. J.-C., la fertilité des plaines de Roanne et de Feurs, délaissant les paysages de montagne jusqu'au IIe siècle où les Monts de la Madeleine commencèrent à être défrichés car le vicus (l'agglomération) de Roanne prospérait du fait de sa position stratégique sur La Loire et à proximité de Lyon où passaient les amphores de vin en provenance d'Italie. Après les invasions barbares à partir du IIIe siècle, les sources historiques manquent. Pour permettre la paix, les envahisseurs burgondes, un peuple germanique descendant de scandinavie, furent intégrés à l'armée romaine puis à la population locale à partir de 436.

##### Rivalités territoriales au Moyen Âge et à l'époque moderne
En 534, notre territoire fut annexé par les rois francs. Au Xe siècle, les archevêques de Lyon dirigeaient notre territoire, ce qui ne plaisait pas aux chefs des armées, les comtes de Lyon, qui voulaient l'obtenir. S'ensuivit deux siècles de guerres. En 1075, le comte Artaud IV quitta Lyon pour s'installer à Feurs et s'autoproclamer « comte du Forez ». Le conflit entre les archevêques et les comtes fut réglé en 1173 par le traité dit Permutatio. Il permettait au comte du Forez d'obtenir les territoires à l'ouest de la Saône s'il rendait à l'archevêque ceux à l'est. Les comtes ont régné sur le Forez jusqu'en 1372, avant que leur territoire n'échoie par alliance à Louis II de Bourbon qui s'était marié avec Anne de Forez, dernière de la lignée du Forez. En 1507, Pierre d'Urfé (de la famille qui possède le château des Cornes d'Urfé à Champoly) rachète la terre de Saint-Just-en-Chevalet. En 1542, cette dernière et le Forez perdent leur indépendance en étant rattachés à la couronne de France car la mère du roi François Ier est l'arrière-arrière petite fille de Louis II de Bourbon. Malgré cela Saint-Just-en-Chevalet reste possession de la famille d'Urfé jusqu'à ce qu'elle s'éteigne sans descendance à la fin du XVIIIe siècle. Saint-Just-en-Chevalet est racheté par le marquis de Simiane qui était un noble provençal puis par la famille de Meaux qui sont les actuels propriétaires du château des Cornes d'Urfé.

##### Un territoire rebelle sous la Révolution française
En 1790, lors de la Révolution française, le Roannais est rattaché au département de Rhône-et-Loire mais en 1793, la révolte des Lyonnais contre l'autorité en place entraîne la scission en deux départements : le Rhône et la Loire. Saint-Just-en-Chevalet, à laquelle appartenait La Tuilière, se révolte également contre l'autorité révolutionnaire, ce qui lui vaut pour sanction d'être rebaptisée Mont-Marat. En 1801, elle retrouva son nom actuel.

#### La vie des habitants de La Tuilière jusqu'à la Révolution française

##### L'ancienneté des hameaux
Si la première mention de La Tuilière en tant que tel ne date que de 1823, certains hameaux sont très anciens. Parmi ceux dont nous avons pu trouver la date, le plus âgé était celui des « Voubles », un ancien lieu-dit proche d'Oblette mentionné à partir 1260. Suivent Empuré en 1286, Le Tremblay et Le Vernois en 1290, Montloup en 1324, Borjat en 1387, La Vacheresse en 1391, le Montat en 1399, Feugère en 1421, Epinat, Bénetière et Bigotière en 1429, Gouttenoire en 1448, les Clous et Blayot en 1697 et Lespinasse au XVIIIe siècle.
La signification de ces hameaux est révélatrice d'une société qui observait la nature et s'en servait pour un travail essentiellement agricole. Les noms donnés sont dans la plupart des cas liés à la présence d'éléments naturels, notamment la végétation. Ainsi Voubles signifie le liseron, Empuré : le framboisier, le Tremblay : le peuplier tremble, le Vernois : les aulnes, Feugère : la fougeraie, Epinat et Lespinasse : la ronceraie. La nature est également représentée dans le nom des hameaux de la commune par des éléments du paysage comme le Montat qui veut dire le mont ou la montagne ou Gouttenoire qui veut dire le ruisseau aux eaux sombres. Les autres hameaux nous renseignent sur la vie des habitants. Il y a ceux qui nous expliquent les peuplements comme Borjat qui veut dire le Bourg dans le sens où les maisons étaient proches les unes des autres alors qu'ailleurs il s'agissait de vastes domaines agricoles avec un habitat dispersé. Montloup ne veut pas forcément dire qu'il y avait des loups dans cette montagne mais que c'était un territoire rural inhabité et laissé aux bêtes sauvages. La Vacheresse, les Clous et Blayot nous apprennent les activités agricoles produites. La Vacheresse était le pré des vaches, l'enclos réservé aux bovins. Les Clous était l'enclos dans lequel le maître faisait paître ses chevaux et ses bêtes de somme. Enfin Blayot était un lieu propice à la culture des céréales. Il reste à analyser Bénetière et Bigotières. Ces deux lieux-dits témoignent du passé religieux de La Tuilière. Bénetière provient de la famille du même nom. Le hameau appartenait au XVe siècle à un certain Martin de Bénetière. Leur nom signifie la chose bénite. À Bigotière, les habitants manifestaient une croyance en Dieu excessive.

##### Un aperçu de la vie à la fin duXVIIesiècle: étude de la lettre du curé de Saint-Just-en-Chevalet à l'intendant de la généralité de Lyon (24 juillet 1697)
L'activité agricole se faisait dans des conditions plus rudes qu'aujourd'hui. Dans une lettre datée du 24 juillet 1697, l'intendant de la généralité de Lyon demande au curé de Saint-Just-en-Chevalet de le renseigner sur le climat de la paroisse. Ce dernier écrit : « Les grandes neiges rendent ce pays impraticable quelquefois pour six mois de l'année et bien souvent font mourir tout leur seigle ». Le curé informe également que la population de sa paroisse (donc Saint-Just-en-Chevalet et la Tuilière confondues) et de 1300 communiants. Le curé explique qu'une grande famine a fait environ 700 morts en 1694. Il écrit : « les neiges gelèrent tous leurs bleds, les fermiers transportèrent leurs biens hors de la paroisse, les pauvres habitants furent obligés de manger du pain de racines de fougère; une partie, sortant de la paroisse mourrait dans les chemins, dans les écuries, au travers des prairies avec la bouche pleine d'herbes ». Enfin l'intendant demande au curé la composition de la paroisse. Ce dernier lui explique qu'il y a un petit bourg (celui de Saint-Just-en-Chevalet), 42 petits villages dans les montagnes, 22 maisons isolées et écartées et 4 moulins. Parmi les maisons isolées, nous retrouvons pour La Tuilière : Le Tremblay et Empuré.

##### Le cas particulier des Bénetière et de Montloup: des possessions indépendantes
Bénétière et Montloup sont des hameaux particuliers puisqu'ils appartenaient à des propriétaires privés et non aux grands seigneurs. Bénétière, comme cela a été évoqué, appartenait à la famille du même nom et Montloup appartenait d'abord aux comtes du Forez qui l'avait donné en échange de son soutien militaire à Guillaume Chauderon, seigneur et chevalier de Chatel-Montagne au cours du XIVe siècle, puis à la famille de MontVerdun dont Pierre de Montverdun qui était chanoine de Macon, la famille Perrin dont Jean qui fut châtelain de Montbrison en 1562. En 1729, la dernière descendante Alix Perrin offre Montloup a son époux, Jean-Claude Groselier.
À propos du Bourg de La Tuilière, l'abbé Prajoux en 1893 le cite comme « un hameau assez populeux ».

### Naissance et affirmation du bourg
La première mention du nom de La Tuilière date de 1823.

#### Naissance et constructions du bourg

##### Naissance
Le bourg actuel était un hameau qui s'était formé grâce à la présence d'une fabrique de tuiles et de briques qui se serait située vers le lavoir en contrebas, c'est d'ailleurs de cet édifice qu'il tient son nom. Il aurait également bénéficié de la création d'une route en 1782 pour relier Juré à Saint-Priest-la-Prugne. À proximité se trouvait une statuette de la Vierge, la Madone qui est mentionnée à partir de 1648. L'estimation de la naissance du bourg peut-être datée dans le courant du XIXe siècle. En effet La Tuilière n'est pas mentionnée dans la lettre du curé de Saint-Just-en-Chevalet à l'intendant de Lyon en 1697. De plus comme cela a été évoqué le bourg n'est pas dessiné sur la carte de l'État-major réalisée à partir de 1920.

##### Chronologie des constructions
L'essor du bourg de La Tuilière peut se dater, par hypothèse, dans la seconde moitié du XIXe siècle. Cela s'explique par la présence de la date de 1856 sur une pierre de la maison Rocle, ce qui correspond à son année de construction. De plus la plupart des bâtiments sont datés après 1850. Cela commence par la construction de l'église pratiquement au sommet de la colline. La première pierre fut posée le 16 avril 1856. Les travaux s'achèvent en juin 1861 par l'édification du clocher. La construction aura coûté 3 000 francs qui ont été assurés par les châtelains de Contenson et de Génétines.
La première école date du 24 octobre 1861. Elle compte 112 élèves sur une population de 800 habitants (les habitants comptabilisés sont ceux de la paroisse car nous y reviendrons plus tard, La Tuilière a été érigée en paroisse en 1856).
Enfin en 1912, La Tuilière se dote d'une gare de chemin de fer et d'une cabine téléphonique.
Les nombreux bâtiments énumérés révèlent que le bourg a supplanté les autres hameaux. Cela s'inscrit dans une démarche de combats pour obtenir l'indépendance paroissiale et administrative.

#### Les combats vers l'indépendance paroissiale et administrative

##### La création de la paroisse de La Tuilière
En 1855, lors de la venue de l'archevêque de Lyon, un problème est exposé dans le château de Génétines à Saint-Romain-d'Urfé. Le comte Ramey de Sugny qui était le conseiller général du canton expose le fait que certains paroissiens des communes de Saint-Just-en-Chevalet et de Saint-Romain-d'Urfé (dont Chausseterre était à l'époque rattaché) éprouvent des difficultés pour se rendre dans leur lieu de culte car ils sont trop loin. En effet Théodore Ogier au XIXe siècle indique que la superficie de Saint-Just-en-Chevalet est de 6 071 hectares, ce qui en fait une énorme paroisse en comparaison des autres qui sont deux fois plus petites. C'est pourquoi l'archevêque décida de la création d'une paroisse à La Tuilière (Chausseterre devra attendre 1868), ce qui explique la construction de l'église l'année suivante. Nous pouvons nous demander pourquoi cela n'a pas été fait avant alors que les limites de la paroisse sont anciennes. Cela s'explique par une importante augmentation de la population au XIXe siècle. Le recensement de 1851 fait état d'une population de 2 665 habitants alors qu'il y avait 1200 communiants en 1697. C'est donc une augmentation de la population qui a justifié de la création d'une nouvelle paroisse.

##### Le combat vers l'indépendance communale
Si l'indépendance paroissiale s'est faite rapidement et facilement, il n'en fut pas de même pour l'indépendance communale. Celle-ci s'explique par l'évolution des habitants du statut de sujet à celui de citoyen. En effet avant la Révolution française les habitants de ce qui deviendra La Tuilière se rendaient peu dans le bourg de Saint-Just-en-Chevalet hormis pour les mariages, baptêmes, enterrements et pour une minorité pour vendre leurs produits au marché. L'enclavement des habitants de ce qui deviendra La Tuilière ne posait pas problèmes puisque la population n'avait peu l'utilité de se rendre à Saint-Just-en-Chevalet. La mise en place de la démocratie a changé la pratique du territoire par les habitants. Rappelons-le, les premières années de la Révolution française ne changent rien dans la vie démocratique des citoyens les plus pauvres. Soit le suffrage est censitaire, c'est-à-dire que seuls les riches peuvent voter, soit il n'y a pas de vote. Il faut attendre 1799 pour que tous les hommes âgés de 21 ans ou plus puissent voter. Les effets de cette mesure commencent à avoir des conséquences sur notre objet d'étude à partir de 1806. Lors du conseil municipal qui a lieu dans la mairie de Saint-Just-en-Chevalet, est abordé le problème que la commune est trop vaste pour faciliter les opérations électorales. Ce qui signifie que certains électeurs sont trop loin du bureau de vote. En conséquence la commune est scindée en deux zones : le bourg qui regroupait 230 électeurs et la montagne qui en contenait un peu moins de 300. La Tuilière faisait bien sûr partie de la montagne.
En 1831, le découpage électorale de 1806 n'étant pas concluant, la commune de Saint-Just-en-Chevalet est divisée en trois sections électorales d'importance équivalente, chaque section élisant 7 conseillers. Cela n'est pas négligeable car les habitants de la section de la future Tuilière sont assurés d'avoir 7 représentants sur 21 pour faire voter des idées favorisant leurs intérêts. Cela s'effectue lors d'un conseil municipal de 1904 puisque les conseillers municipaux représentants la section de La Tuilière demandent la transformation de leur paroisse en commune. Le préfet est favorable mais une partie de la population est hostile à ce projet. La Première Guerre mondiale (1914-1918) met un terme à la réalisation du projet d'indépendance. À la fin de la guerre, il est à nouveau discuté mais en 1924, le ministre de l'Intérieur refuse la création de la commune en considérant qu'il y a des sujets plus urgents. C'est en 1926, grâce à l'intervention du Baron Antoine de Meaux, le maire de Saint-Just-en-Chevalet, que La Tuilière peut devenir une commune indépendante. Saint-Just-en-Chevalet lègue la moitié de son territoire et 762 habitants à La Tuilière.
La petite histoire de La Tuilière est le reflet de la grande. Une population de paysans provenant essentiellement de Roanne se sont établis dans les montagnes des Monts de la Madeleine lors de l'essor de leur ville mais aussi lors des grandes invasions barbares du IIIe au Ve siècle comme ce fut le cas dans de nombreuses campagnes françaises. De là, ils ont fondé des hameaux isolés auxquels ils ont donné des noms en rapport à la nature ou à leurs activités. Ils vivaient de la culture et étaient dominés par les puissants comtes du Forez, les riches ducs de Bourbon, puis les familles d'Urfé, de Simiane puis de Meaux. Certains hameaux faisaient figures d'exception en appartenant à d'autres personnes. Les conditions de vie étaient rudes en raison des famines et des hivers plus froids qu'aujourd'hui. Au XIXe siècle, un hameau s'est détaché des autres alors qu'il était à peine né, celui de La Tuilière. Cela s'explique par la présence d'une industrie fabricant des tuiles et des briques, la desserte par une route créée en 1782 et puis par une augmentation de la population. À la suite de cela, le lieu-dit s'est doté de différents bâtiments lui permettant de devenir indispensable à la population des autres hameaux, si bien qu'il a pu devenir une paroisse en 1855 puis avoir une église. Les changements de régimes politiques à l'échelle nationale et la mise en place d'une vie politique locale ont fait prendre conscience qu'il était difficile pour les habitants les plus éloignés de se rendre au bourg de Saint-Just-en-Chevalet. Cela a servi d'arguments pour les partisans de la création d'une commune de La Tuilière. Toutefois, la Première Guerre mondiale a mis leur projet entre parenthèses et ce dernier n'a pu se concrétiser qu'en 1926. Le premier maire s'appelait François Travard. Le maire actuel est Thomas Siettel. Entre ces deux élus, 7 autres maires ont administré La Tuilière.

## Politique et administration
| Période                                  | Période   | Identité           | Étiquette      | Qualité |
| ---------------------------------------- | --------- | ------------------ | -------------- | ------- |
| Les données manquantes sont à compléter. |           |                    |                |         |
| 1er avril 1926                           | 1929      | François Travard   |                |         |
| 1929                                     | 1941      | Jean Travard       |                |         |
| 1941                                     | 1947      | Jean-Marie Joannon |                |         |
| 1947                                     | 1959      | Claude Pion        |                |         |
| 1959                                     | 1971      | Jean Dufour        |                |         |
| 1971                                     | 1977      | Jean Brunelin      |                |         |
| mars 1989                                | mars 2008 | Gérard Goutorbe    |                |         |
| mars 2008                                | mars 2014 | Alain Foret        |                |         |
| mars 2014                                |           | Thomas Siettel     | Sans étiquette |         |

## Population et société

### Démographie
L'évolution du nombre d'habitants est connue à travers les recensements de la population effectués dans la commune depuis 1926. Pour les communes de moins de 10 000 habitants, une enquête de recensement portant sur toute la population est réalisée tous les cinq ans, les populations de référence des années intermédiaires étant quant à elles estimées par interpolation ou extrapolation. Pour la commune, le premier recensement exhaustif entrant dans le cadre du nouveau dispositif a été réalisé en 2006.

En 2022, la commune comptait 273 habitants, en évolution de −5,86 % par rapport à 2016 (Loire : +1,32 %, France hors Mayotte : +2,11 %).
| 1926 | 1931 | 1936 | 1946 | 1954 | 1962 | 1968 | 1975 | 1982 |
| ---- | ---- | ---- | ---- | ---- | ---- | ---- | ---- | ---- |
| 762  | 681  | 661  | 626  | 529  | 538  | 485  | 424  | 362  |

| 1990 | 1999 | 2006 | 2011 | 2016 | 2021 | 2022 | - | - |
| ---- | ---- | ---- | ---- | ---- | ---- | ---- | - | - |
| 362  | 321  | 300  | 282  | 290  | 279  | 273  | - | - |

## Culture locale et patrimoine

### Lieux et monuments

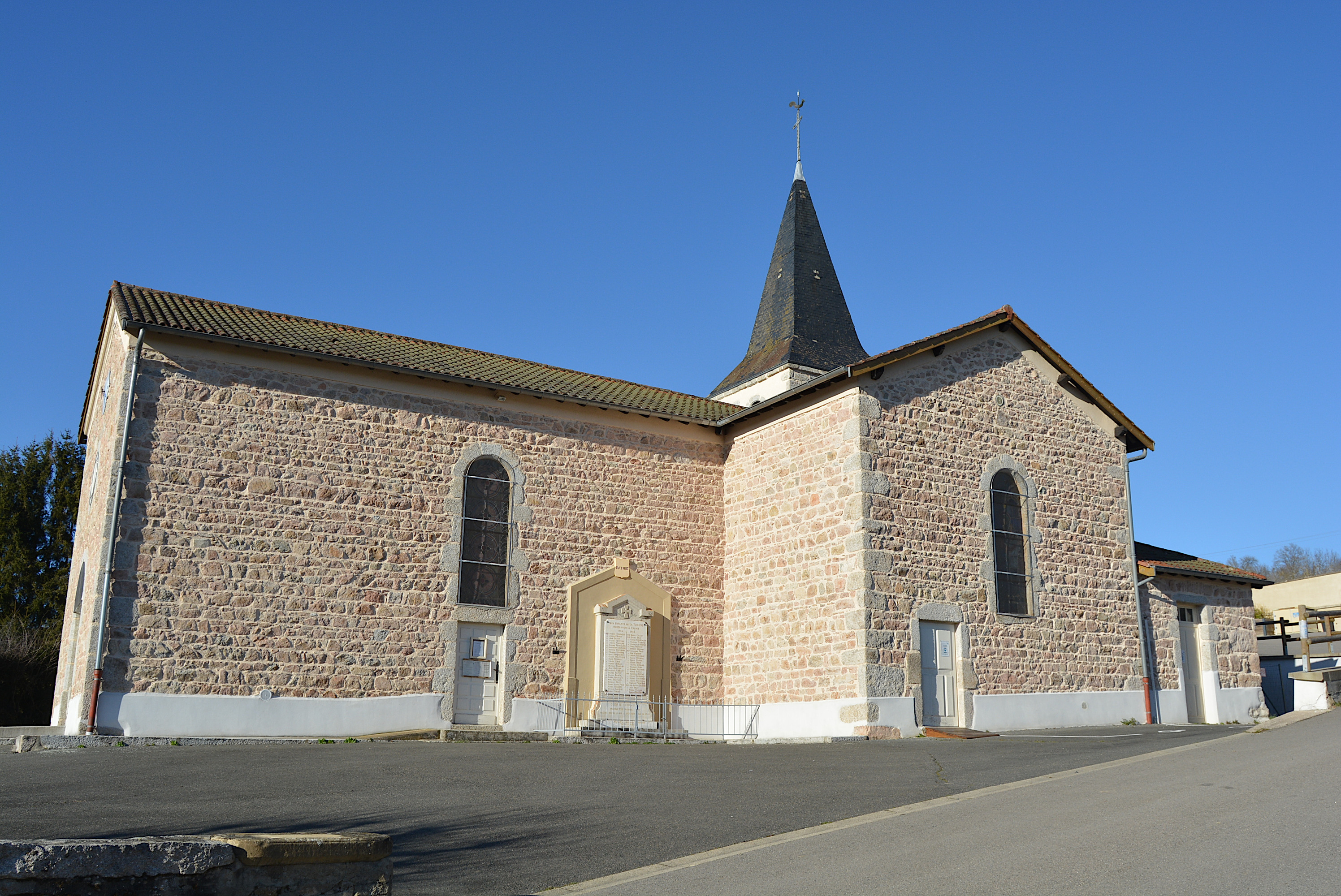
L'église Notre-Dame de La Tuilière.

- l'église paroissiale de l'Immaculée-Conception de La Tuilière.
- la Madone.
- le lavoir.
- les hameaux : 
  - Bénetière
  - Seignolles

### Logo
Les élus municipaux ont travaillé en concertation pour créer un logo qui reflète l'identité de la commune.
Les collines vertes en haut à gauche représentent le paysage de La Tuilière mais aussi les activités agricoles et les randonnées qu'il est possible de pratiquer.
Le sapin au centre évoque l'activité forestière.
Le dauphin d'or sur fond rouge rappelle que La Tuilière fait partie de l'ancien territoire du Forez.
Les bandes bleues évoquent les nombreux points d'eau présents sur la commune et les bandes violettes sont une référence à l'équipe de football de la commune qui arborait des maillots violets.